# Contomastix serrana
Contomastix serrana — вид ящірок родини теїдових (Teiidae). Ендемік Аргентини.

## Поширення і екологія
Contomastix serrana мешкають в горах Сьєррас-де-Кордова і Сьєрра-де-Тулумба в провінції Кордова та в Національному парку Копо в провінції Сантьяго-дель-Естеро, а також спостерігалися в провінції Сан-Луїс. Вони живуть в лісах Чако-Серрано.